# Turistická značená trasa 8636
 Turistická značená trasa č. 8636 měří 10,2 km; spojuje obci Sklabinský Podzámok a vrchol Kľak v západní části pohoří Velké Fatry na Slovensku.

## Průběh trasy
Z obce Sklabinský Podzámok stoupá trasa mírně dolinou Štiavnického potoka k rozcestí Pri Kľackom grúni, odkud začne traverzovat lesnatým terénem bradly vrcholu Kľak na rozcestí Košiarisko. Odtud prudkým stoupáním vede na vrchol Kľak.

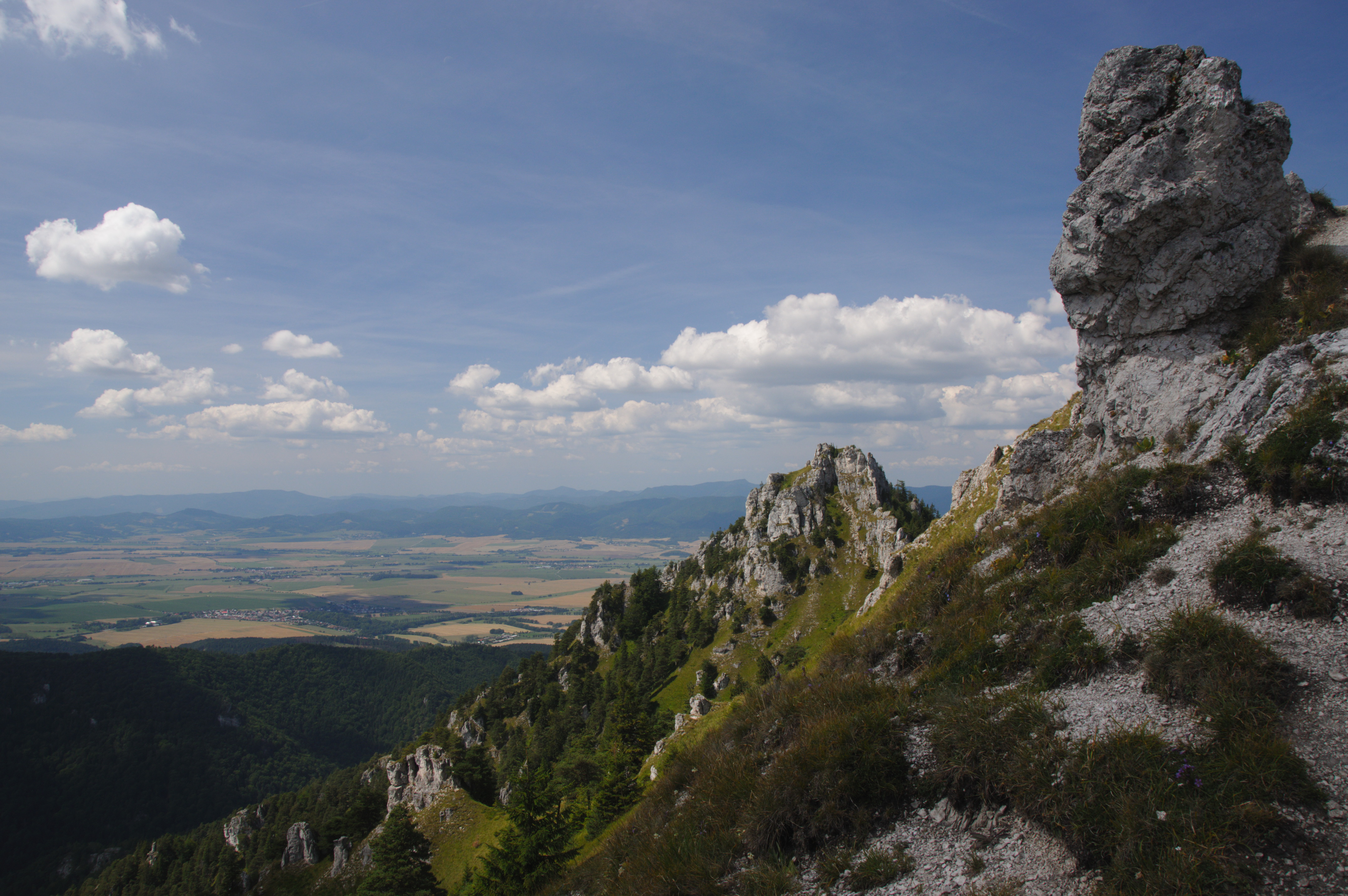
Kľak

| Km   | Místo               | Navazující a křižující trasy           | Souřadnice                      | Nadm. výška  |
| ---- | ------------------- | -------------------------------------- | ------------------------------- | ------------ |
| 0,0  | Sklabinský Podzámok | 0871, 5635                             | 49°3′12″ s. š., 19°1′24″ v. d.} | 507 m n. m.  |
| 2,6  | Kaplna              | 5635                                   | 49°2′50″ s. š., 19°3′19″ v. d.  | 569 m n. m.  |
| 5,8  | Pri Kľackov grúni   |                                        | 49°2′13″ s. š., 19°5′26″ v. d.  | 775 m n. m.  |
| 9,6  | Košiarisko          | 2731                                   | 49°2′58″ s. š., 19°6′20″ v. d.  | 1187 m n. m. |
| 10,2 | Kľak                | 0870 (Velkofatranská magistrála), 5629 | 49°2′49″ s. š., 19°6′43″ v. d.  | 1394 m n. m. |

- Kľak